# Néstor Fabián
José Cotelo mucho más conocido por el pseudónimo Néstor Fabián (Buenos Aires, 30 de noviembre de 1938) es un cantante y actor argentino. 

## Biografía

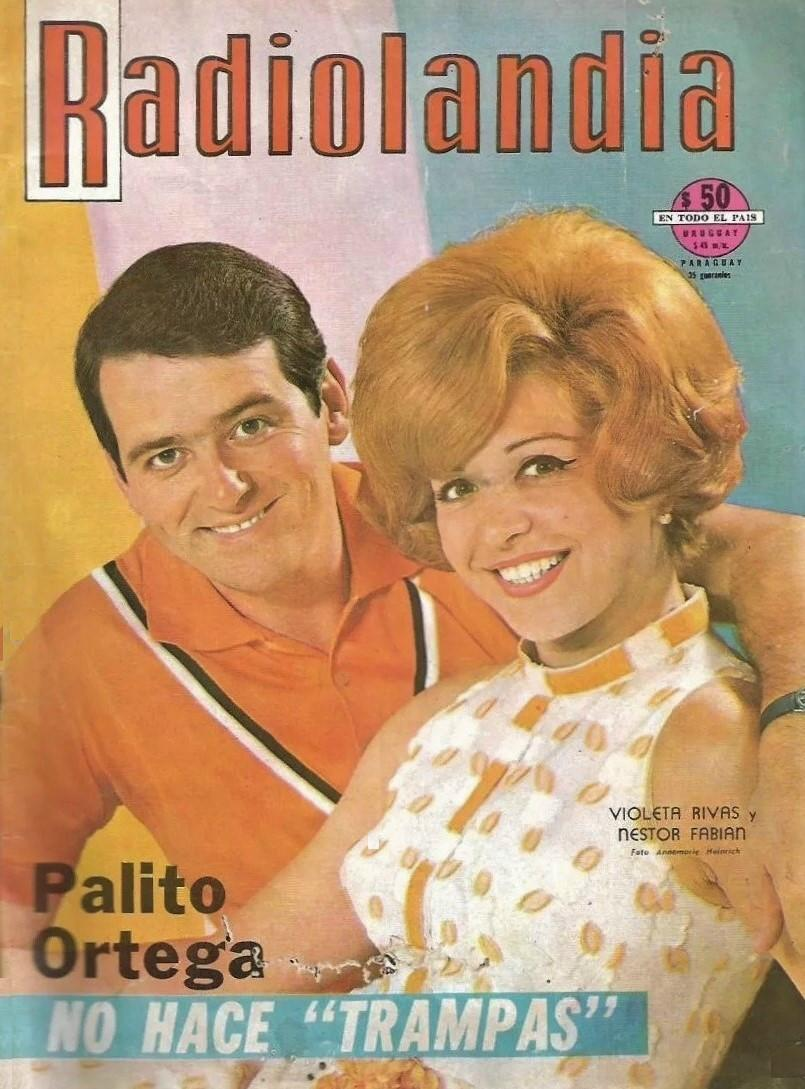
Violeta Rivas y Néstor Fabián (1969)

De niño perdió a su familia biológica más cercana y fue adoptado por una mujer llamada Rosa. En 1950, con doce años de edad, comenzó a trabajar en una fábrica de carteras para ayudar en la economía de su familia adoptiva.
En marzo de 1967 se casó con Violeta Rivas (1937-2018) y tuvieron una hija llamada Analía Cotelo.

## Trayectoria
En 1961, debutó como cantante en la televisión en Canal 7, en el programa Luces de Buenos Aires, en el que Néstor interpretaba el bolero La noche de mi amor, acompañado por Mariano Mores. Participó en el programa televisivo El show de Cap.
Se destacó como solista. Fabián comenzó a grabar discos con la empresa Odeón. Grabó una versión del tango Qué solo estoy con la orquesta de Atilio Stampone. Participó como actor de teatro en las comedias musicales Buenos Aires de seda y percal y Buenas Noches, Buenos Aires en el teatro Astral en Buenos Aires, junto a Mariano Mores, Virginia Luque y Susy Leiva. 
Se hizo famoso como cantante en El Club del Clan.

### En TV
En 1964 fue seleccionado por Alejandro Romay para protagonizar en la telenovela Todo es Amor junto a Violeta Rivas. Participó en programas juveniles de la nueva ola argentina. Los directivos de Canal 9 lo convocaron para el programa Sábados Continuados, conducido por Antonio Carrizo.

### En el exterior
En 1974, viajó a la Unión Soviética (hoy Rusia) acompañado por Atilio Stampone.
En 1988, fue invitado a cantar en Granada, España, junto a la orquesta de Osvaldo Requena. Viajó a Portugal para actuar en Lisboa.

## Discografía
- 1963: Afectuosamente Nestor Fabián - ODEON
- 1964: Trangos para la juventud - ODEON
- 1964: Amor y casamiento - ODEON
- 1965: Yo canto tangos - ODEON
- 1965: De milonga... con Néstor Fabián - MICROFON ARGENTINA
- 1971: Tango triste - ODEON
- 1967: Tango - MICROFON ARGENTINA
- 1979: Serie Oro Musical - Charlemos - GROOVE
- 1967: El muchacho de Buenos Aires - MICROFON ARGENTINA
- 1977: La voz - CABAL PRODUCCIONES FONOGRAFICAS
- 1975: Frente a la facultad - CABAL PRODUCCIONES FONOGRAFICAS
- 1976: Néstor Fabián - MICROFON ARGENTINA
- 1977: Contame una historia - RCA VICTOR
- 1969: "Charada"

## Comedias musicales
- Buenos Aires de seda y percal
- Buenas Noches, Buenos Aires

## Programas televisivos
- Luces de Buenos Aires (1961)
- El show de Cap (1961)
- Todo es Amor (1964)
- Sábados Continuados (1964)

## Filmografía
Participó en las siguientes películas:
- Buenas noches, Buenos Aires (1964)
- Viaje de una noche de verano (1965)
- Los muchachos de antes no usaban gomina (1969)
- ¡Viva la vida! (1969)
- Pasión dominguera (1970)
- Balada para un mochilero (1971)